# Zhou Dunyi
Zhou Dunyi ( Chinese    (1017–1073) foi um cosmologista, filósofo e escritor chinês durante a dinastia Song . Criou o conceito da cosmologia neoconfucionista da época, explicando a relação entre a conduta humana e as forças universais. Dessa forma, enfatiza que os humanos podem dominar seu qi ("espírito") para estar de acordo com a natureza. Foi uma grande influência para Zhu Xi, que foi o arquiteto do neoconfucionismo. Zhou Dunyi estava preocupado principalmente com Taiji (polaridade suprema) e Wuji (potencial ilimitado), o yin e o yang, e o wu xing (as cinco fases). Zhou Dunyi nasceu no actual Condado de Dao, em Hunão, numa família de eruditos. Aos 14 anos, ficou órfão de pai e foi adotado pelo seu tio Zheng Xiang, que lhe abriu caminho para seguir uma carreira como funcionário público. Zhou Dunyi trabalhou como guarda de registos, como magistrado de vários condados e como assistente de presidente da câmara. Nos últimos anos da sua vida, estabeleceu-se no sopé do Monte Lu, onde construiu o seu Lianxi, um refúgio ao longo de um afluente do Rio Pen.

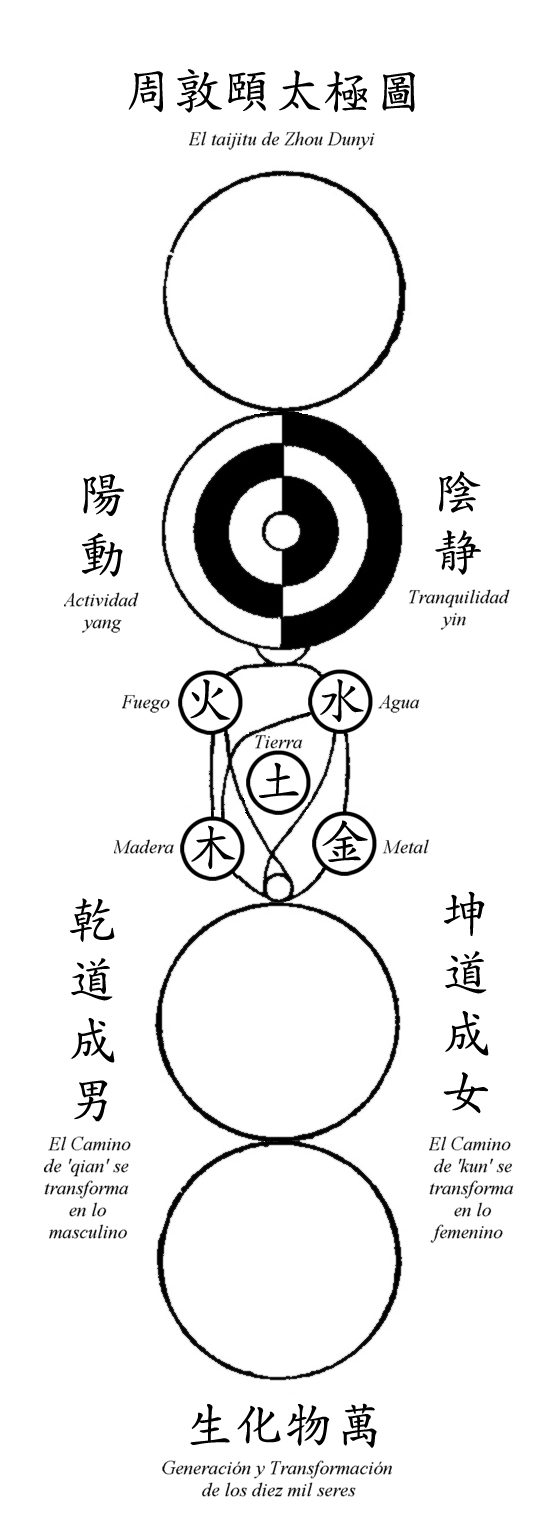
O Taijitu de Zhou Dunyi

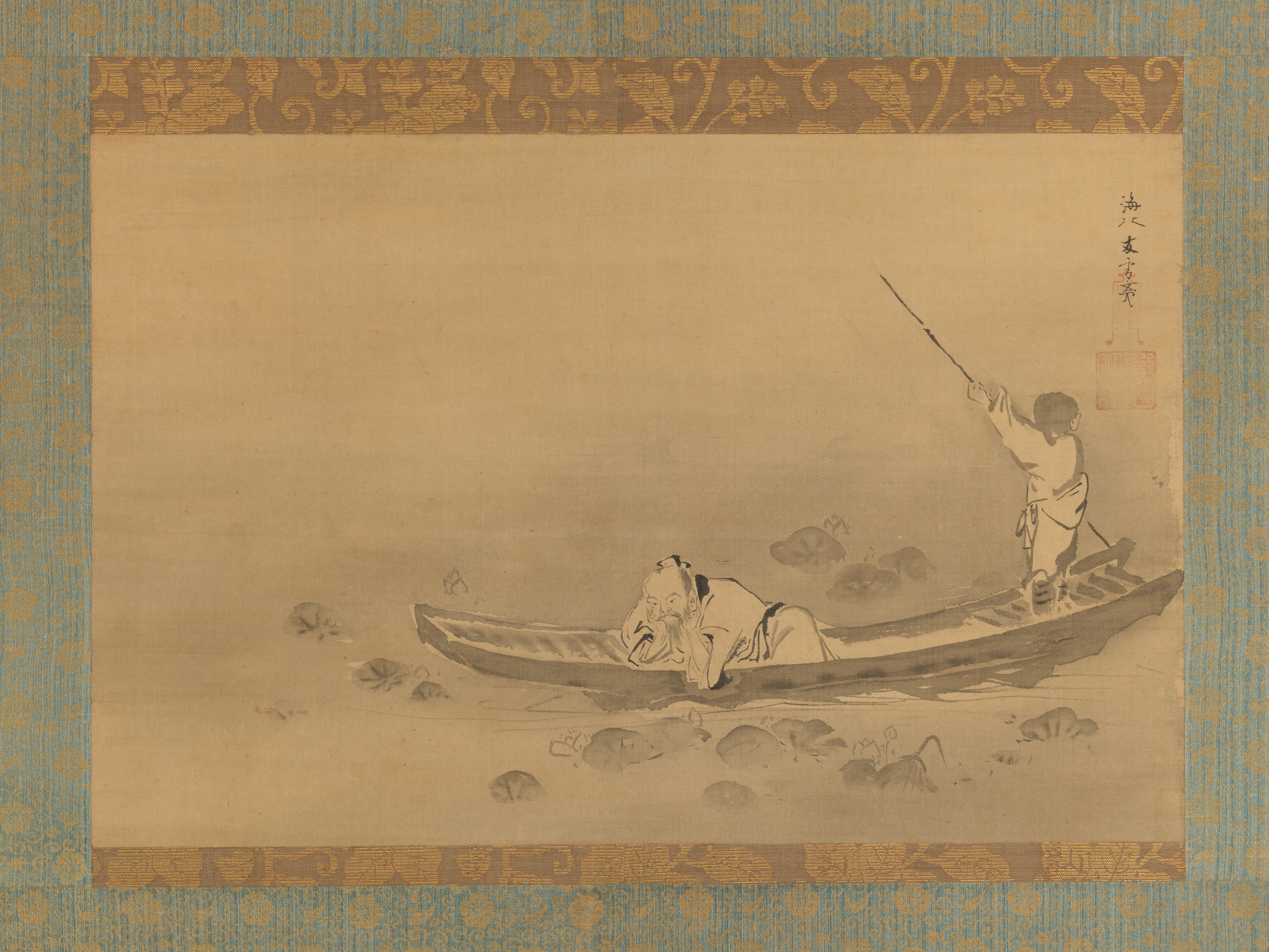
Zhou Dunyi admirando lótus de Kaihō Yūsetsu, meados do século XVII

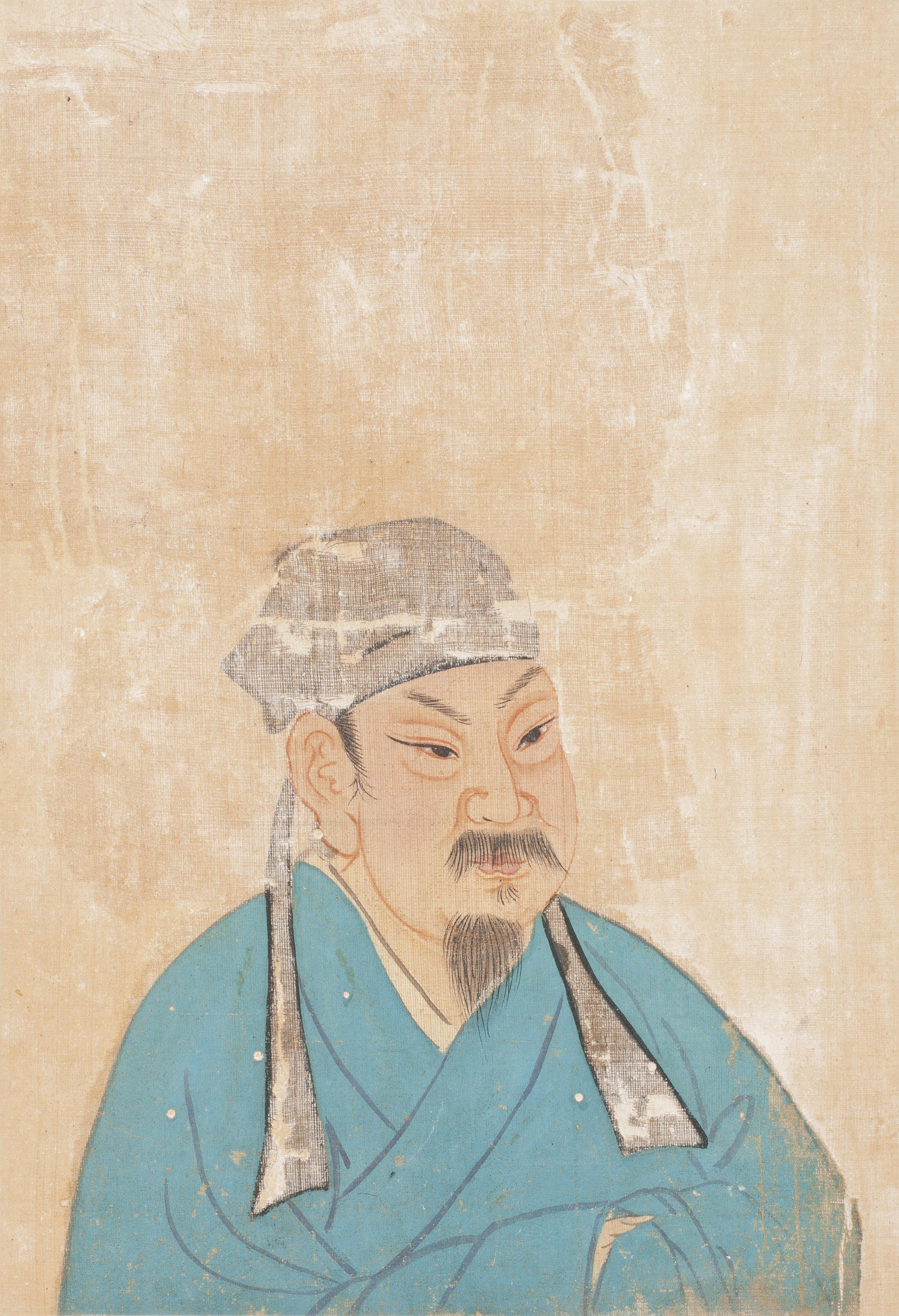
Conforme retratado no álbum Portraits of Famous Men c. 1900, alojado no Museu de Arte da Filadélfia